# 老城 (慕尼黑)

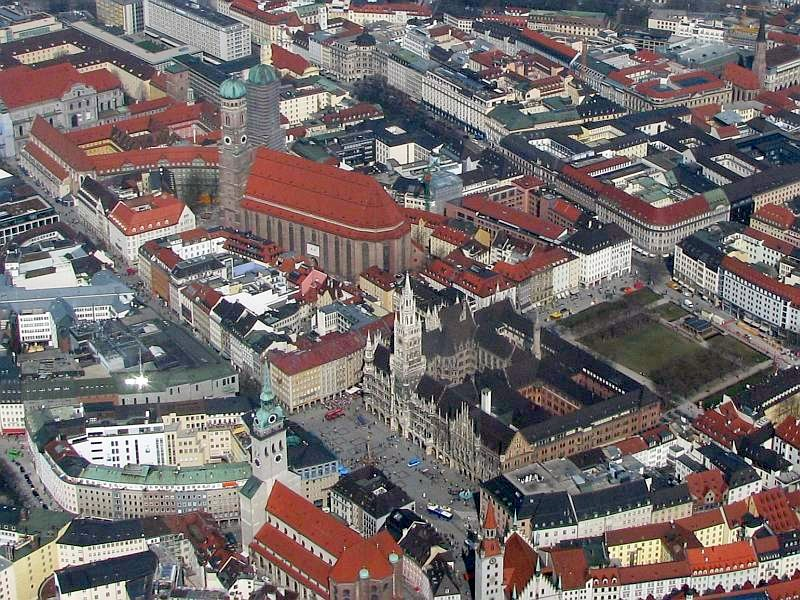
包含玛利亚广场、新/旧市政厅、圣伯多禄教堂和圣母教堂的慕尼黑老城中心

慕尼黑老城（德語：Münchner Altstadt）是德国巴伐利亚州府慕尼黑的一个市分区，也是城市历史最悠久的一部分，其中的一些地方更是在慕尼黑有文献记载之前便已存在。它与另一个分区莱赫尔共同组成了第1市辖区——老城-莱赫尔。老城的整个范围都作为古建筑群保护单位和地面遗迹保护单位被登记至巴伐利亚文物名录。

## 方位
作为慕尼黑市分区的老城在很大程度上与慕尼黑的历史城市核心相对应，因此这一地带自中世纪起至18世纪末都由慕尼黑城防设施所包围。它坐落在两个阶地层——慕尼黑砾石平原和鹿滩阶地（Hirschauterrasse）之上，从而形成了最初的伊萨尔河冲积平原，并且仅比最初城市建立时的老城阶地高出数米。其坡缘大致上沿着西侧从上安格尔（Oberanger）、罗森塔尔（Rosental）、谷物市场、储蓄银行街（Sparkassenstraße）和宫厩广场（Marstallplatz）延伸，并将王宫花园从上至下分离。
老城的边界基本上是由老城环路所构成。仅有的例外是北部走向的画廊街（Galeriestraße）－音乐厅广场－布里嫩街位于老城环路以内，以及在东南部以磨坊街（Müllerstraße）和鲁姆福德大街（Rumfordstraße）之间是在老城环路以外分界。老城与另外四个街区毗邻，它们代表着原本历史性社区在城墙以外的延续：位于东北部的莱赫尔，原称圣安妮近郊（St.-Anna-Vorstadt）或外格拉根瑙社区（äußeres Graggenauer Viertel）；东南部的伊萨尔近郊，原称外安格尔社区（äußeres Angerviertel）；西南部的路德维希近郊，原称外哈肯社区（äußeres Hackenviertel）；以及西北部的马克斯近郊，原称外十字社区（äußeres Kreuzviertel）。

老城城门
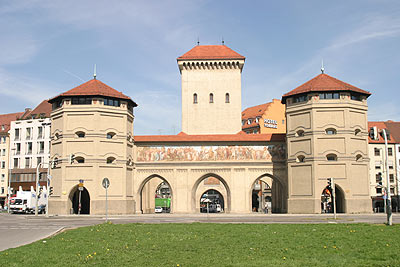
伊萨尔门（东）
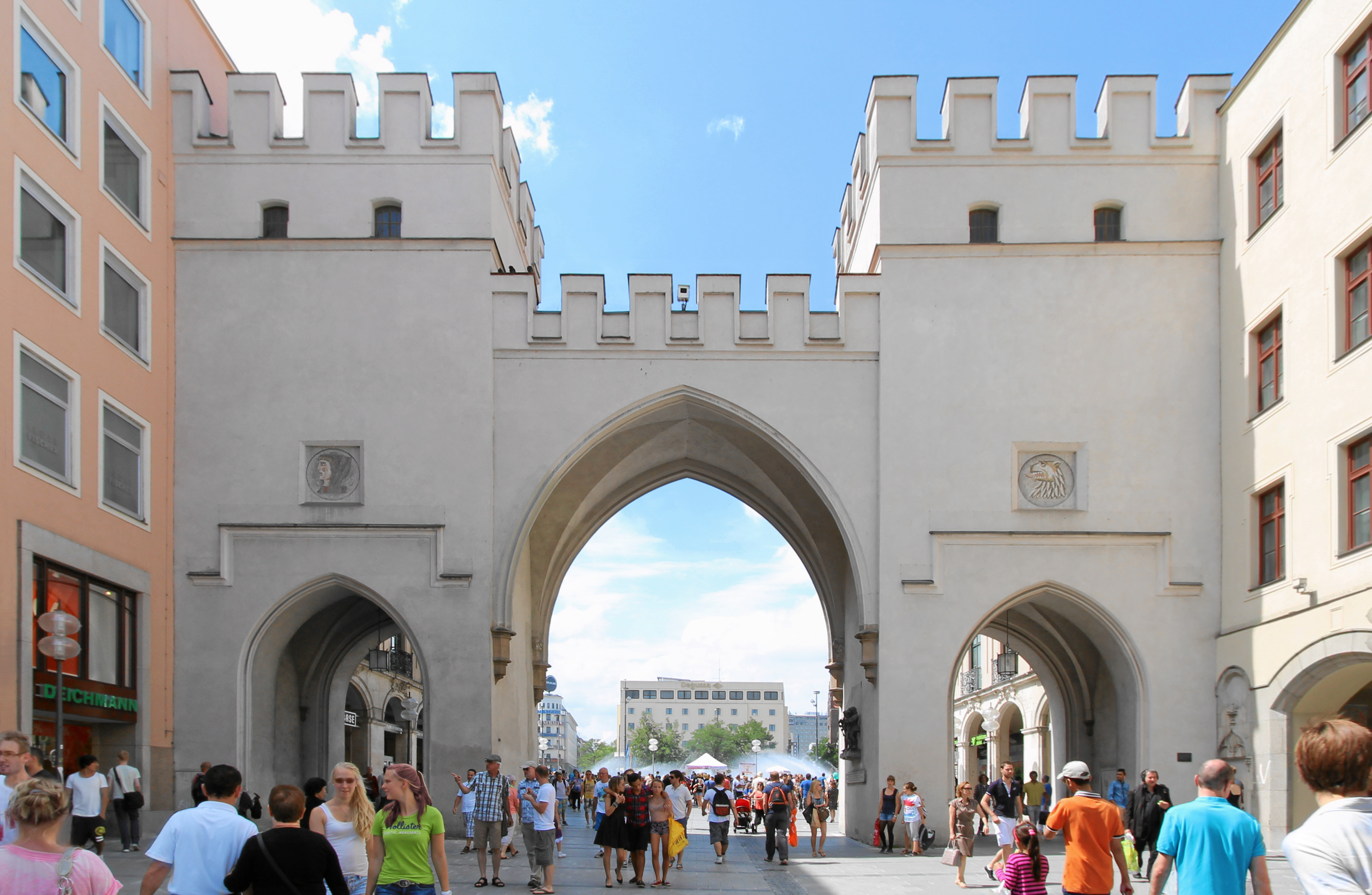
卡尔门（西）
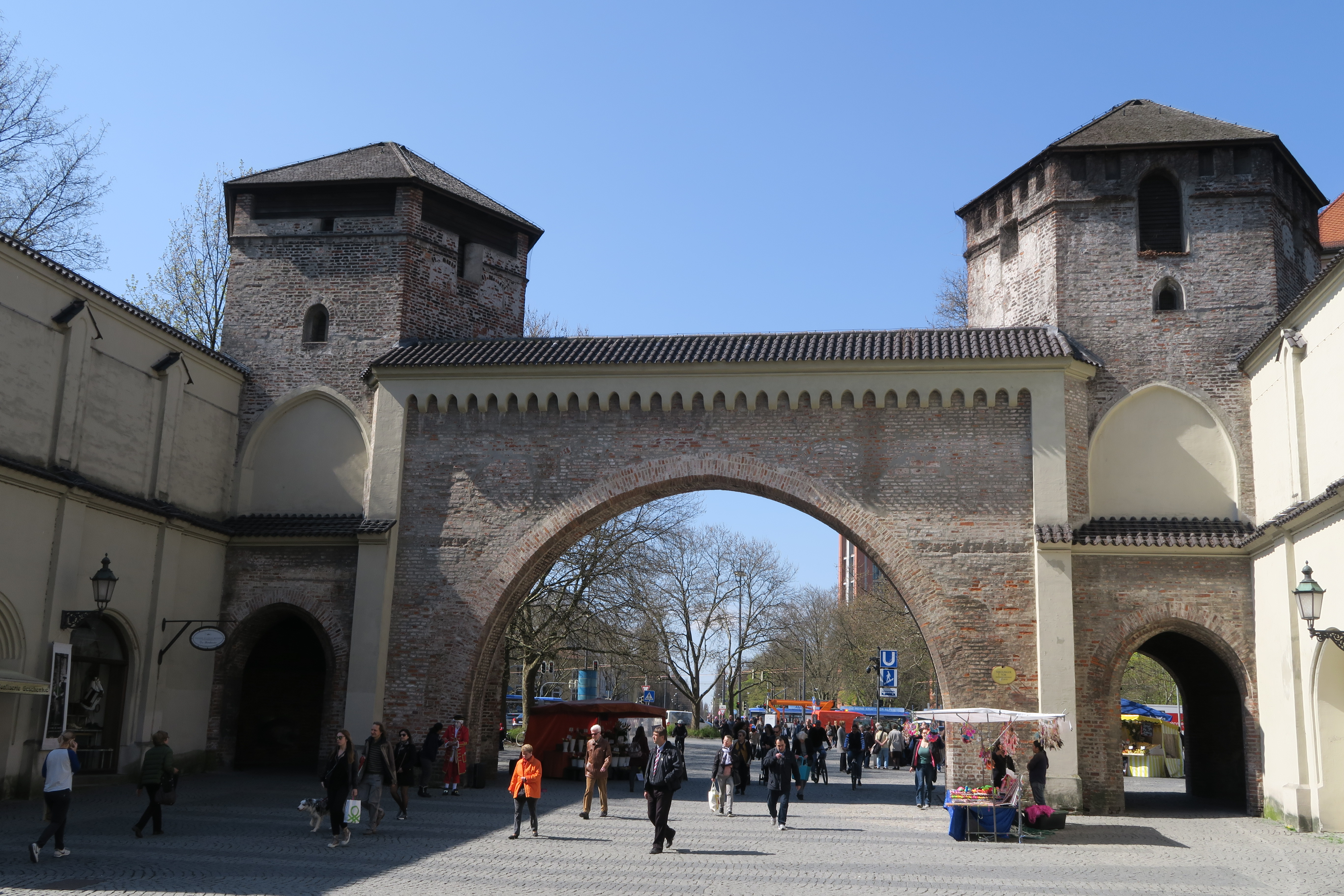
森德灵门（南）
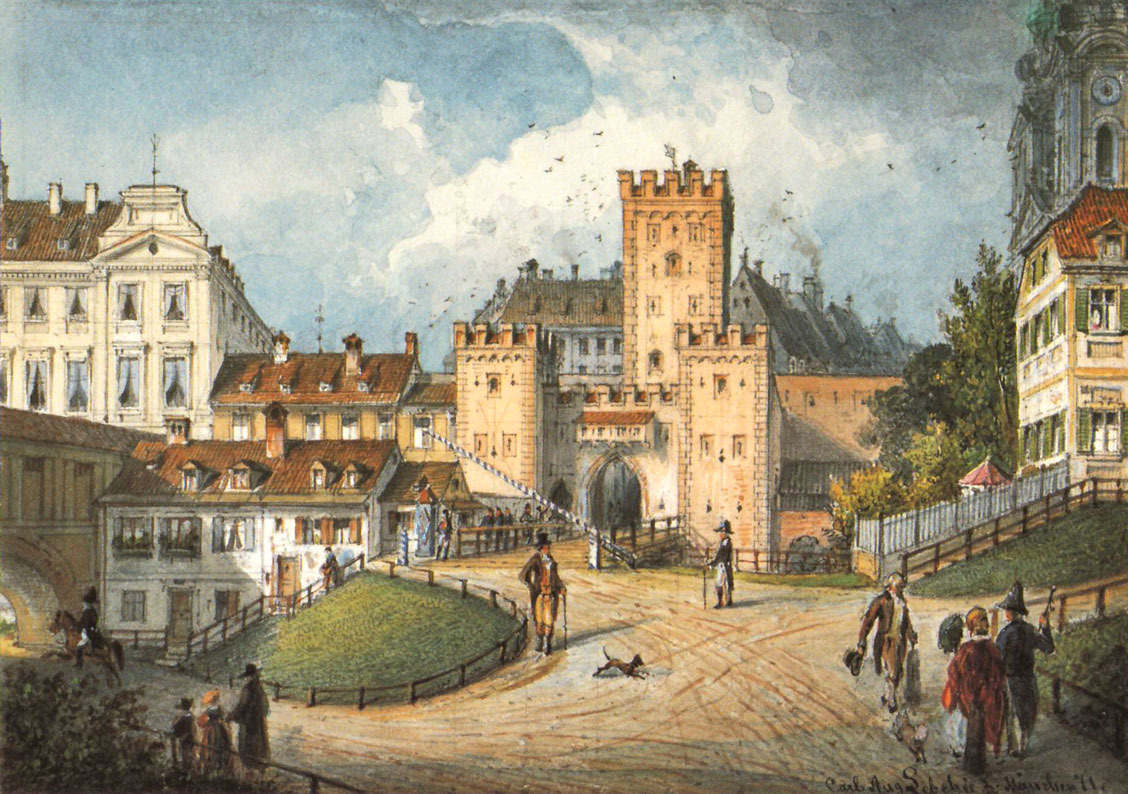
施瓦宾门（德语：Schwabinger Tor）在1817年拆除，修建了音乐厅广场

## 名称
“老城”并非慕尼黑独有，例如在兰茨胡特或施特劳宾，都有这样一个极具历史意味的地名与新城作区分。这一概念的叙述是自19世纪以来开始使用，以便将原本位于城墙以内的历史城市核心和新创建的近郊区分开来。
在地名学中，这一术语是在第二次世界大战后首次使用，作为地方委员会制定可按名称查找的慕尼黑市辖区而引入，以替换或至少作为补充原用数字表示的市辖区的旧称。根据慕尼黑市议会在1954年通过的官方决议，将原有的第1和第4市辖区合并为老城北区（Altstadt-Nord），而原第2和第3市辖区则合并为老城南区（Altstadt-Süd）。

## 历史

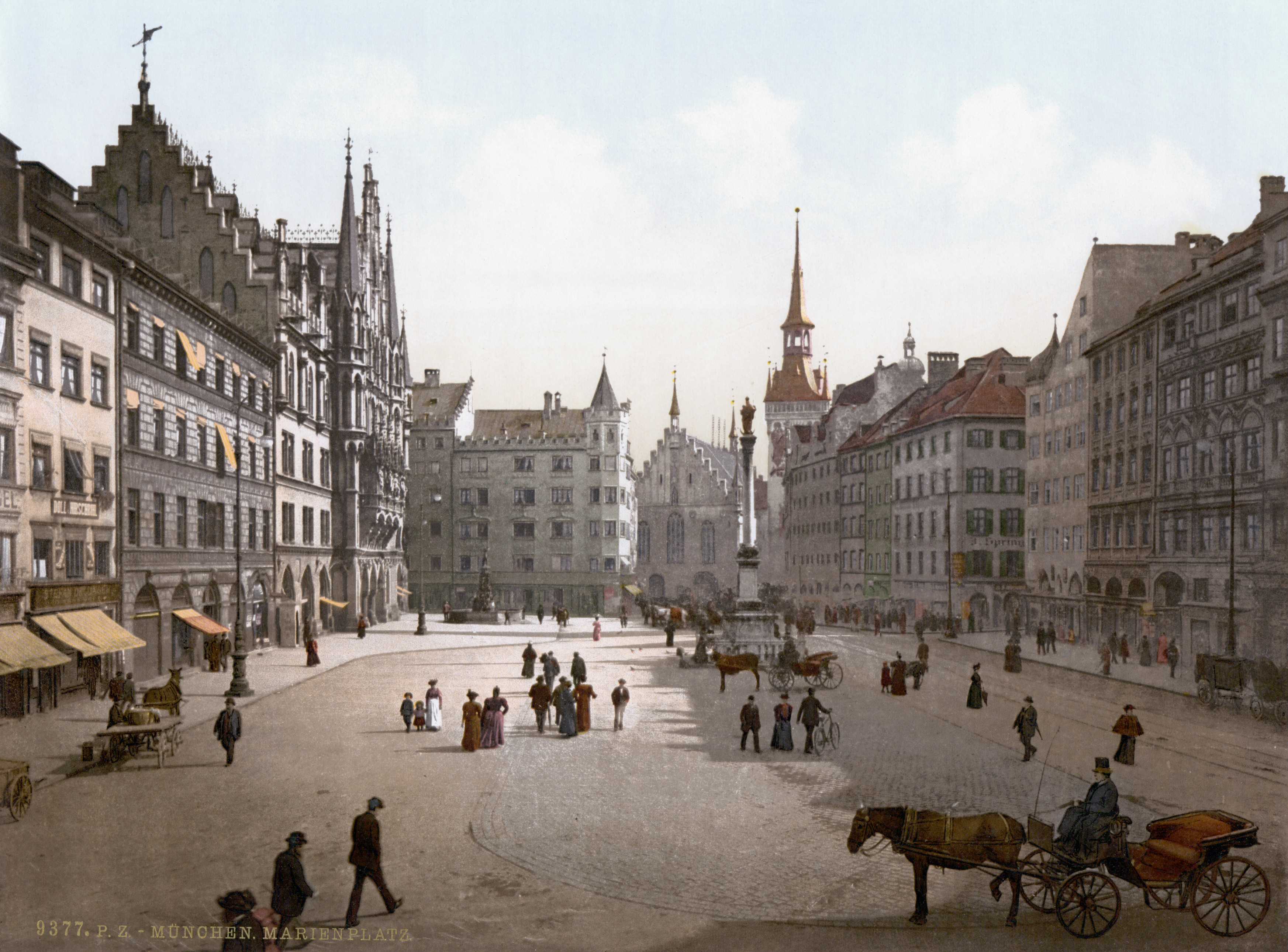
1890年代的玛利亚广场

位于老城中心点的玛利亚广场，是慕尼黑历史自1158年6月14日起有文献记载以来便已出现，《奥格斯堡差异录》中提及这是由狮子亨利创建的一个市场。到了18世纪末，慕尼黑历史很大程度上就是城市历史（即如今的老城），而位于慕尼黑城防设施外的慕尼黑堡领地与此相比则发挥的附属的角色。慕尼黑自1255年起成为维特尔斯巴赫家族的宫城，1506年成为重新统一的巴伐利亚首都，1806年则成为巴伐利亚王国的首都。受制于历史上的宫城地位和慕尼黑老城的版图，公民权只能在另一侧的公国领地得到逐步开放。因此在老城北部的版图是由王宫、戴蒂尼会教堂和国家剧院占主导地位。而象征城市独立、位于玛利亚广场旁的新市政厅直到19世纪末才有所发展。
老城的地带在第二次世界大战期间遭到了很大程度的损毁。在战后的重建中，基本保留了中世纪的街道布局以及大部分构成城市景观的大型建筑，例如教堂、王宫、国家剧院、旧庭，只要它们是在战前落成的，以及新、旧两座市政厅。而慕尼黑老城的民用建筑，例如由格奥尔格·佩滕多费尔用照片记录下来的那些，则基本丧失。街景的主要变化是撤出了玛利亚庭院，并从牛市向南突破，以大空间取代了原本狭窄的街道。另一种干预到建筑实质和老城特性的行为是在1960年代兴建的老城环路。而1972年落成的步行街设施则使得过境交通被完全从老城内抽离。

## 区划

由托比亚斯·福克默 (子)在1613年所绘的慕尼黑首份地图

城市的第一次划分发生在1271年，由圣伯多禄堂区沿城市的东西轴线（盐街）分开，并将圣母教堂升格为第二个堂区圣堂。虽然这主要是教会的区划，但它同样出现在世俗的文件中用作标记城市的南、北两半部分，甚至将城外的堡领地也以圣玛丽和圣伯多禄区分。
1300年，关于城市内部和外部的划分首次在文献中被提及。内城指的是由第一条城墙所环绕的市中心，它起源于狮子亨利的基础，并因此在慕尼黑的城市历史中常被称为狮子之城或亨利之城。外城则指的是在路德维希二世和路易四世治下的城市扩张部分，它是由1300年仍在建设的第二条城墙所环绕。内城和外城之间的边界大致上是沿着如今的储蓄银行街、谷物市场、罗森塔尔、印染沟、奥古斯丁大街、谢芙乐大街、施拉默大街和霍夫格拉本等街道延伸。这种划分并没有行政意义。两个区域之间有一个社会的渐变，内城仅由贵族居住。内城和外城的划分是与堂区的划分相结合，因此例如内城的南半部分也被称为“伯多禄内城”。
比内、外城差异更为重要的是从中世纪至今仍然存在的社区划分，这是通过慕尼黑的主要道路相互间隔。社区是在1363年1月21日的一份文献中首次以文字形式被提及：这是以拉丁文书写的名称：（牛市社区）、（上克拉蒙第二社区，即克拉蒙社区）、（隐士兄弟第三社区，即隐士社区）、（康拉德·维尔布雷希特的最后社区，即维尔布雷希特社区）。而塔尔由于已被列为独立的区域，因此不再进行社区划分。在1458年12月29日的一份议会文件中，首次将三个社区指定为如今的名称：哈肯社区、十字社区和格拉根瑙社区。第一个社区则仍称牛市社区，安格尔社区的称谓在1508年9月15日首次出现，但直自1530年起才在议会文件中使用。塔尔此时已不再是独立的区域，而是被相邻的社区所瓜分。这一社区的排列顺序与1363年相比保持不变。
这种社区分配与许多典型的中世纪城市一样，首先是用于军事划分，然后才扩展至公共秩序。每个社区最初是由2个队长所领导，自1403年起增加为3个，分别来自内、外议会和社团。这些队长需要肩负社区内部的安全（警察、守夜人、城墙及城门警卫、消防员、维持市场及各种活动的秩序），并指挥由慕尼黑市民所组成的军事特遣队。如果需要的话，一个分区的军事特遣队还会在现场作进一步细分。由于它们对警察服务的重要性，社区在19世纪也被称为警区。
在18世纪末慕尼黑拆除防御工事后，社区的名称被一直延伸至城市扩张的旧城墙之外，它们被称为外格拉根瑙、外安格尔、外哈肯和外十字社区。直到1812年，这些地区才获得了自己的名称，并以“近郊”作为后缀：圣安妮近郊（今莱赫尔）、伊萨尔近郊、路德维希近郊、马克斯近郊和申菲尔德近郊（Schönfeldvorstadt，今马克斯近郊的一部分）。
在市辖区的领土划分中，中世纪的社区组成了第1至第4市辖区。二战结束后，除了安格尔社区外都获得了与其历史名称无关的新称谓。在1954年，第1和第4区被合并为老城北区，而第2和第3区则被合并为老城南区。在现市辖区老城-莱赫尔的6个组成社区中，有4个是来自以前的市辖区划分，并且都使用其历史称谓。它们的外部边界主要是由老城环路组成，并且大部分是位于中世纪的边界以外。
| 名称         | 方位 | 东西向边界           | 南北向边界             | 1363年社区 | 1363年名称       | 市辖区编号 | 1947年名称        |
| ------------ | ---- | -------------------- | ---------------------- | ---------- | ---------------- | ---------- | ----------------- |
| 格拉根瑙社区 | 东北 | 酒街－戴蒂尼街       | 玛利亚广场－塔尔       | 4.         | 维尔布雷希特社区 | 1          | 马克斯-约瑟夫广场 |
| 安格尔社区   | 东南 | 罗森塔尔街－森德灵街 | 玛利亚广场－塔尔       | 1.         | 牛市社区         | 2          | 安格尔社区        |
| 哈肯社区     | 西南 | 罗森塔尔街－森德灵街 | 考芬格街－诺伊豪斯街   | 2.         | 克拉蒙社区       | 3          | 森德灵大街        |
| 十字社区     | 西北 | 酒街－戴蒂尼街       | 考芬格街－诺伊豪斯大街 | 3.         | 隐士社区         | 4          | 城市行政区        |

### 格拉根瑙社区
格拉根瑙社区的名称来源于格拉根瑙（Graggenau），它在1325年和1326/27年的土地重划中也被称为和，其词根是表示“乌鸦”的意思。格拉根瑙社区是唯一一个根据其队长命名（Wilbrechtsviertel，维尔布雷希特社区）而首次出现在文献中的社区。它在1420/21年根据另一位队长被命名为“汉森斯·巴特斯社区（Hansens Barts Viertel）”、1433年改为“沙夫察恩斯社区（Scharfzahns Viertel）”，1439年又恢复为“维尔布雷希特社区”。其它社区在此期间也是根据他们的队长命名。格拉根瑙社区和十字社区共同组成了中世纪的圣母堂区，自1954年起也合组为“老城北”市辖区。
格拉根瑙社区的主要特征是由旧廷和慕尼黑王宫所组成的公爵建筑，位于它们之间的还有一些与宫廷服务相关的建筑，例如旧宫厩（旧铸币厂）、公爵军械库和宫廷糕点坊。社区由此被分为两半，一半区域位于老城阶地，另一半在塔尔。玛利亚广场以北的区域最初是由宫廷仆人所居住，其后亦有富裕的市民搬迁至此。位于塔尔的区域主要为手工作坊。位于如今马克斯-约瑟夫广场内的方济各会、普特里希居所（Pütrich-Seelhaus）和里德勒居所（Ridler-Seelhaus）则构成了社区的宗教中心。
这一社区的民用建筑代表是自中世纪以来便存在的旧市政厅。这座位于玛利亚广场北侧的建筑功能在19世纪让位于新建造的新市政厅。由于毗邻宫廷，使得格拉根瑙社区特别受到游客青睐。宫廷啤酒屋所在的普拉茨尔广场如今形成了一个著名的旅游景点。而包含马克西米利安街、王宫街和东侧的戴蒂尼街也是这一社区主要的商业街。位于新市政厅北侧的是玛利亚庭院。这一区域连同其住宅楼宇在二战期间被美军所摧毁。此后，除了偶尔作停车场之用，玛利亚庭院再没有复建。相反，那里如今已成为慕尼黑老城区内最大的绿地。

### 安格尔社区
安格尔社区得名自一个村落广场，即位于今圣雅各广场原址的一片开放空间。它是最后一个获得现名的社区。其最初的名称“牛市社区（Rindermarktviertel）”来源于前牲畜市场，雕塑家约瑟夫·亨塞尔曼在1964年创作的牛市喷泉和牛市的街道名称至今仍在使用。在1420/21年和1445年间，这里也曾根据其社区队长被命名为“汉斯·皮特里希社区（Hans Pütrichs Viertel）”及“鲁道夫社区（Rudolfs Viertel）”。安格尔社区和哈肯社区共同组成了中世纪的伯多禄堂区，但圣神医院所在的地区则通过将圣神教堂作为中心堂，并连同自己的墓园而组成了独立的堂区。自1954年起，两个社区又合组为“老城南”市辖区。
安格尔社区的形状像一个钩子。在中部是位于老城阶地的伯多禄山，从这里各有一条地处希尔绍阶地的狭长地带分别向东和向南，城市溪流经此流淌。
在安格尔社区定居的主要为经商的市民和手工业者，他们都利用城市溪流的水力来发展其业务。

### 哈肯社区
哈肯社区是根据一条名为“哈根内（in dem Haggen）”的田间小路所命名，它是在1326年被首次提及，范围大致由阿特海姆角（Altheimer Eck）、霍特街（Hotterstraße）、哈肯街（Hackenstraße）、喷泉街（Brunnstraße）和女修道院街（Damenstiftstraße）所包围。而田间小路的词源则来自“Hag”，即篱笆或围场之意。在哈肯社区内，位于阿特海姆角大街附近的阿特海姆定居点通过其所包含的慕尼黑第二城墙而被纳入城区范围，时至今日这一印记仍可通过两条连接东西的蜿蜒街道走向来辨认。
其最初名称“克拉蒙社区（Kramenviertel，即1363年首次提及的上克拉蒙社区）”的来源已不可考，因为上克拉蒙是在玛利亚广场的南侧，那里也是安格尔社区的范围。这意味着上克拉蒙很可能地处考芬格街的南侧。社区根据其队长施伦克家族而在1420/21年间被命名为“洛伦茨·施伦克社区（Lorenz Schrencken Viertel）”，至1445年又被简化为“施伦克社区”。哈肯社区和安格尔社区共同组成了中世纪的伯多禄堂区，这里也是堂区墓园以及原墓园圣堂、即今十字诸圣教堂的所在地。两个社区自1954年起合组为“老城南”市辖区。
在哈肯社区定居的大多为从事手工业的市民。这里只有个别的贵族官邸、并且圣母忠仆会和聖母訪親女修會的修道院（后来的圣安妮女修道院）也保持着节制的建筑风格。直到第二次世界大战结束后，赫尔佐格医院和约瑟夫医院（Josefspitals）这两座大型复合体建筑才构成了社区的代表性面貌。

### 十字社区

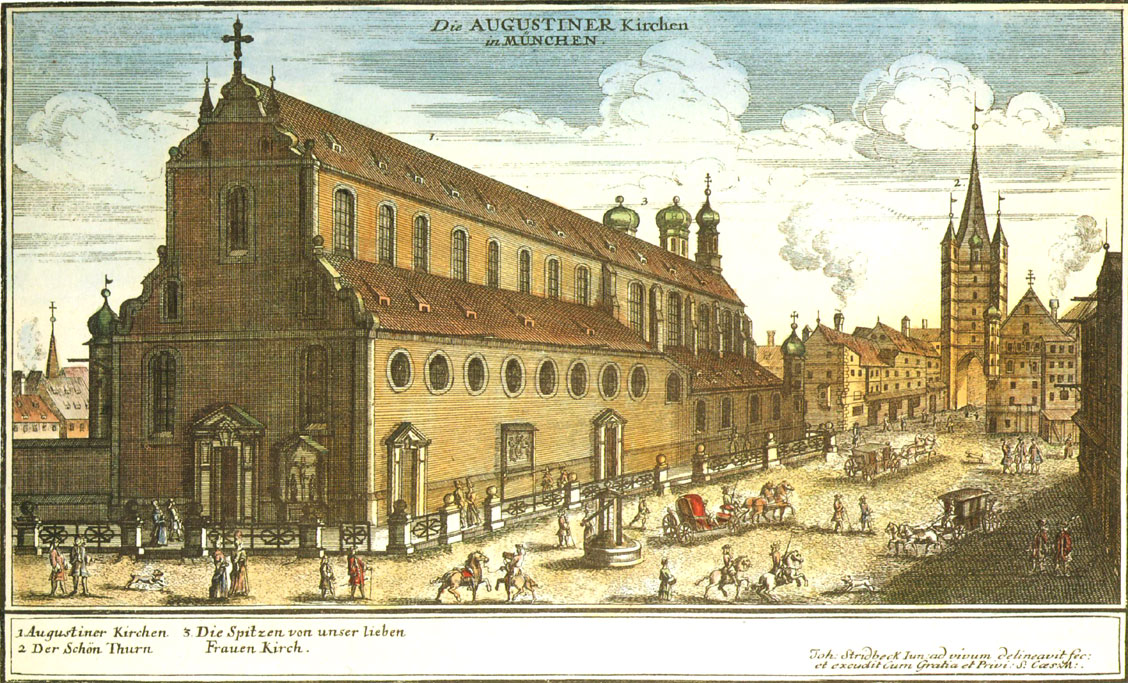
奥斯定教堂 (慕尼黑),即如今的德国狩猎及渔业博物馆

十字社区得名于“十字巷（Kreuzgasse）”，这条街道大致对应于如今的林荫道广场和帕切利大街（Pacellistraße）。这一名称的起源已不可考，它或许可以追溯至一个从前的边界标志或是竖立在那里的十字路碑。而最初的名称“隐士社区（Eremitenviertel）”则来源于奥斯定隐修会的修道院，它自1294年便在这一社区落成，并且时至今日仅保留了世俗化的奥斯定教堂。社区根据其队长曾在1410年被命名为“卡茨迈尔斯社区（Katzmairs Viertel）”，1420/21年改为“弗朗茨·蒂希特斯社区（Franz Tichtls Viertel）”以及1445年的“里格萨尔茨社区（Ligsalz Viertel）”。十字社区和格拉根瑙社区共同组成了中世纪的圣母堂区，这里也是堂区墓园以及原墓园圣堂、即今救世主堂的所在地。两个社区自1954年起合组为“老城北”市辖区。
十字社区在中世纪是市内富裕阶层的中心。如今林荫道广场的原址是曾经用于贮存盐品的盐仓，慕尼黑的繁荣发展很大程度归功于它。这里同样也建有富商和贵族的居所。在中世纪最为突出的建筑物是圣母教堂，它在1271年升格为慕尼黑的第二个堂区。附属于它的还包括位于外城墙旁的一座墓园以及用作墓园圣堂的救世主堂。
自16世纪起，中产阶层的建筑日逾密集。首先形成的大型建筑群是由威廉间场以及包含圣弥额尔教堂和旧学会的耶稣会所组成。随后又形成了加尔默罗会和加尔默罗女会的修道院，以及在第二城墙外、建于城防堡垒上的嘉布遣会修道院，从而使十字社区发展成为一个宗教中心。
在17世纪和18世纪，王公贵族收购了十字社区境内的地皮并兴建起具代表性的宫殿，这尤其是在林荫道广场、普兰纳街（Prannerstraße）和冯哈伯枢机街一带的地区。在施瓦宾后巷（今戴蒂尼街）的北端则兴起了作为宫廷教堂的戴蒂尼会教堂和毗邻的戴蒂尼会修道院。
至19世纪，有许多政府组织集中在这一社区，例如国家议会设于普兰纳街、内政部设于在世俗化过程中解散的戴蒂尼会修道院内，以及外交部和部长官邸设于蒙特格拉斯宫。多家银行在19世纪末接管了旧的贵族宫殿，并在相应的原址上建起雄伟的银行大楼，例如位于冯哈伯枢机街1号的王家分支银行（1918年起改称巴伐利亚国家银行）、位于冯哈伯枢机街10号的巴伐利亚抵押及本票银行以及位于冯哈伯枢机街14号的巴伐利亚联合银行。

老城景点
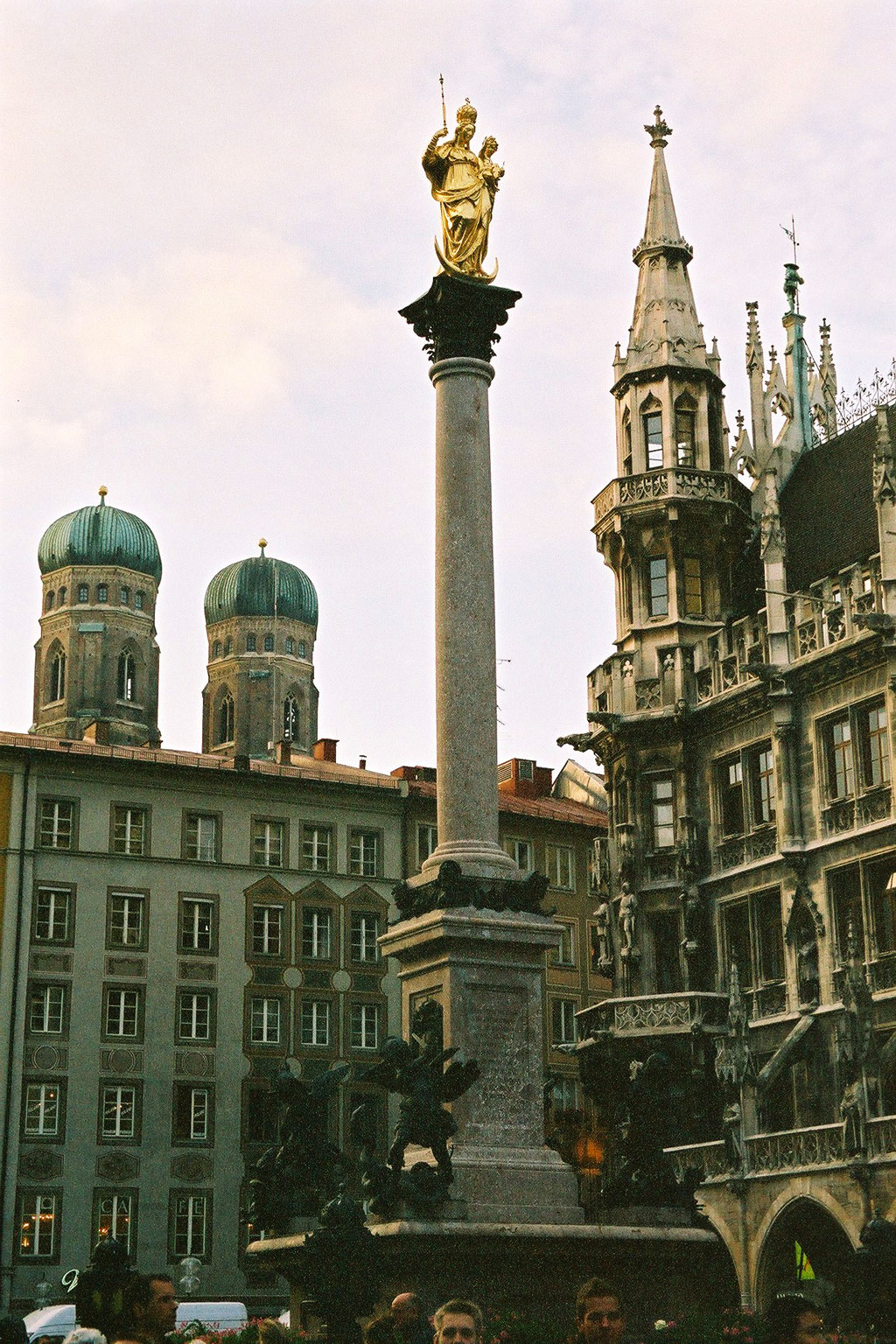
玛利亚广场上的玛利亚圆柱
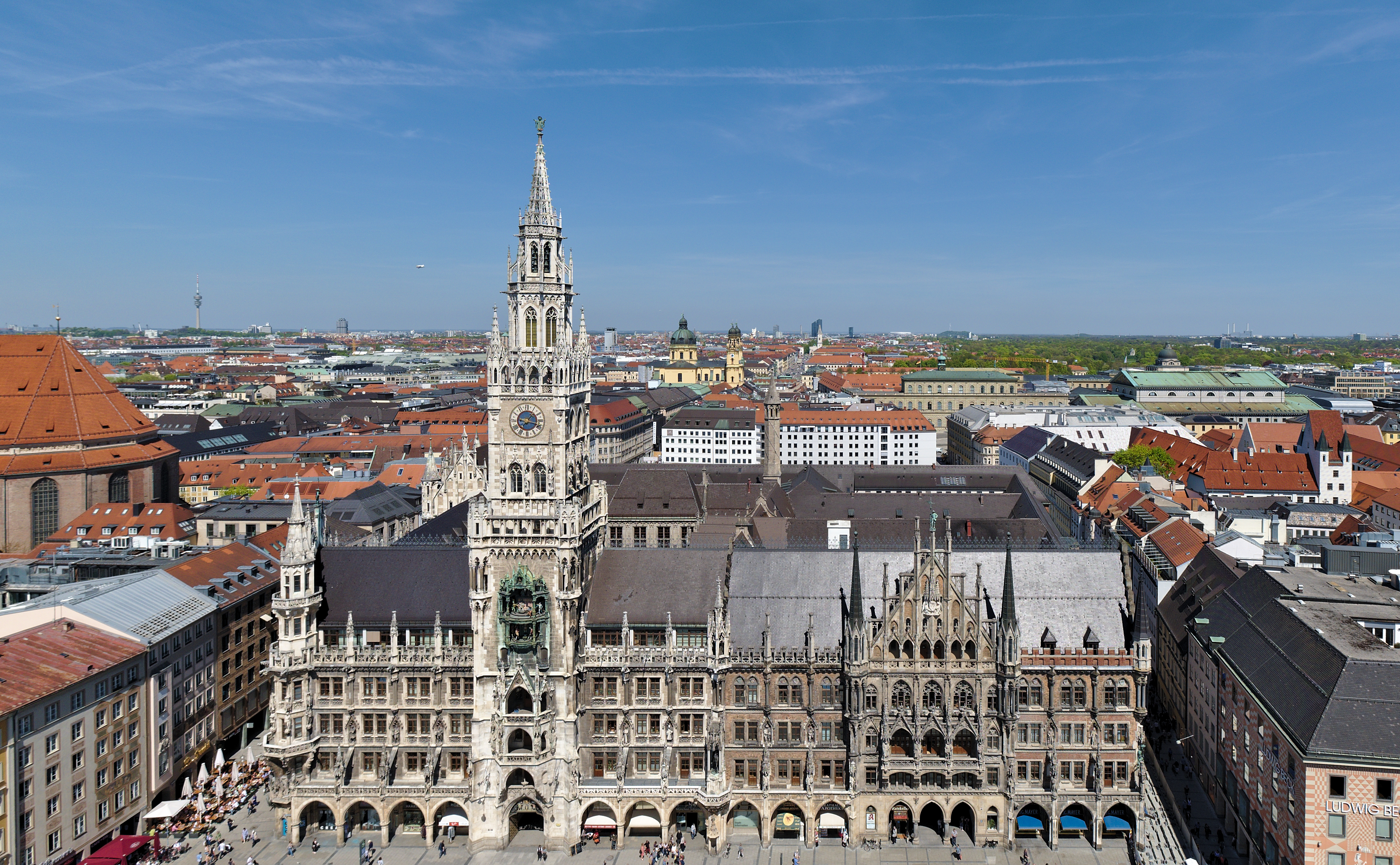
慕尼黑新市政厅位于玛利亚广场北部
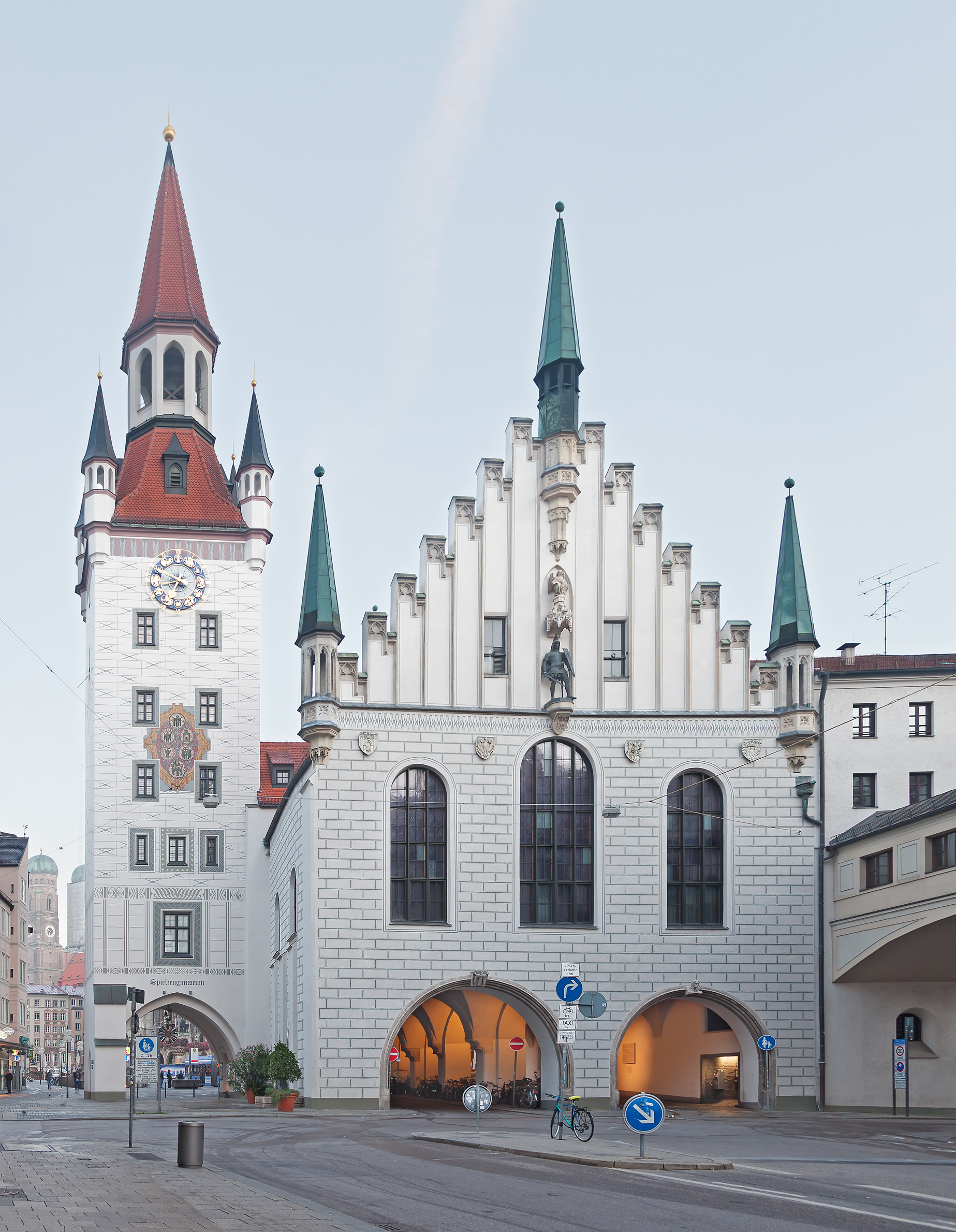
慕尼黑旧市政厅位于玛利亚广场东侧
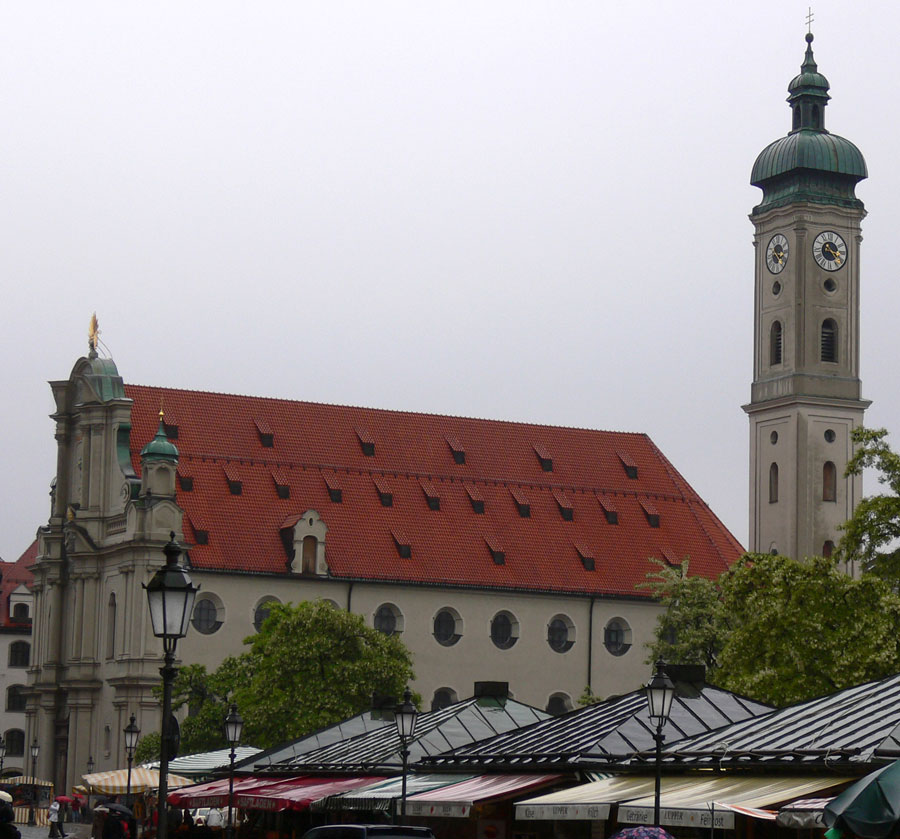
圣神教堂
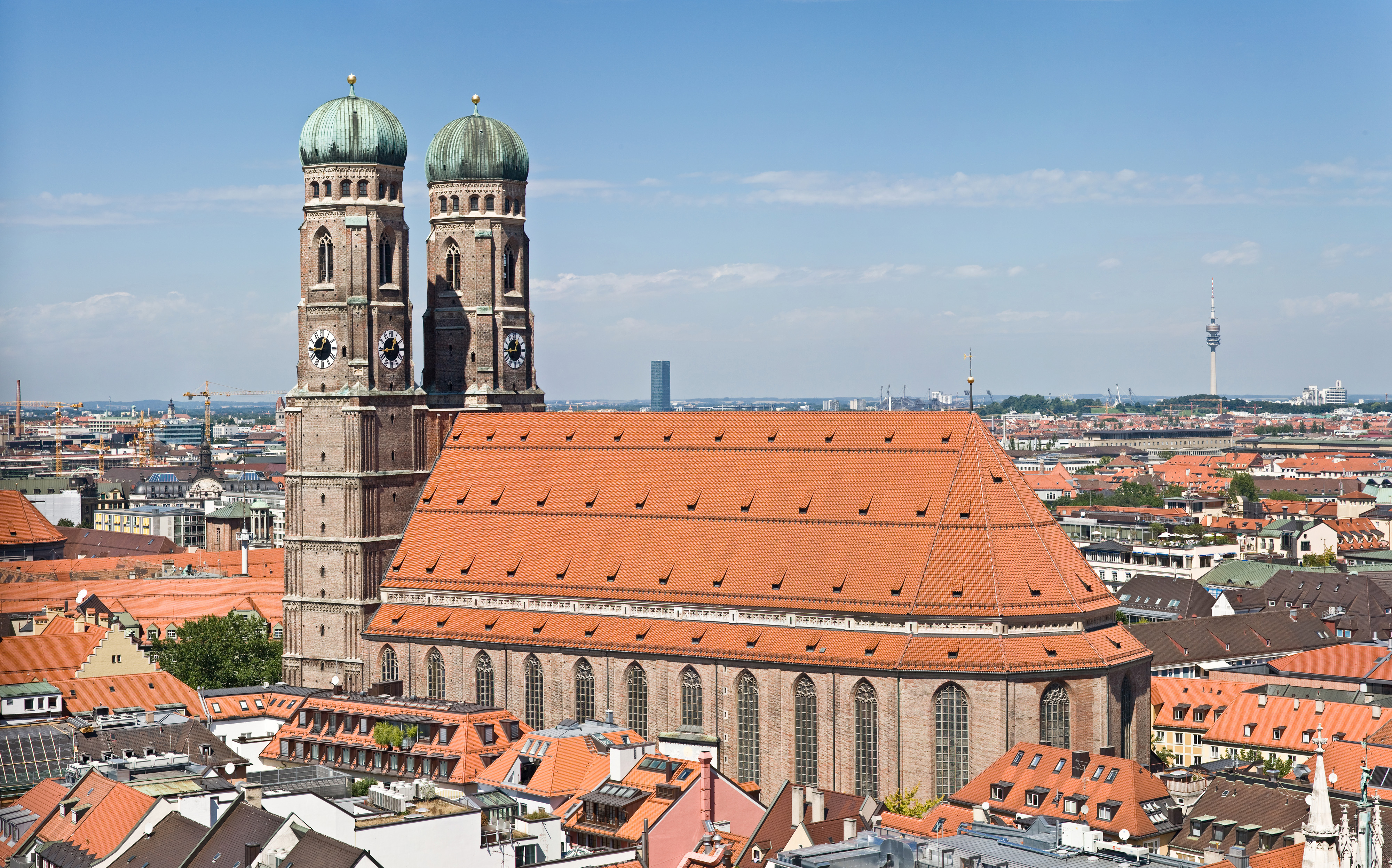
圣母教堂